# Juncus paludosus
Juncus paludosus là một loài thực vật có hoa trong họ Juncaceae. Loài này được E.L.Bridges & Orzell mô tả khoa học đầu tiên năm 2008.